# Kurfürst-Friedrich-Gymnasium Heidelberg
Das Kurfürst-Friedrich-Gymnasium Heidelberg (KFG) ist ein humanistisches Gymnasium. Es ist das älteste Gymnasium Heidelbergs und trägt den Namen des Kurfürsten Friedrich II. von der Pfalz. Das heutige Hauptgebäude wurde nach den Plänen des Architekten Josef Durm erbaut, der auch Architekt der Universitätsbibliothek Heidelberg sowie weiterer bedeutender Gebäude Heidelbergs war.

## Geschichte

### Gründungszeit (1546–1618)

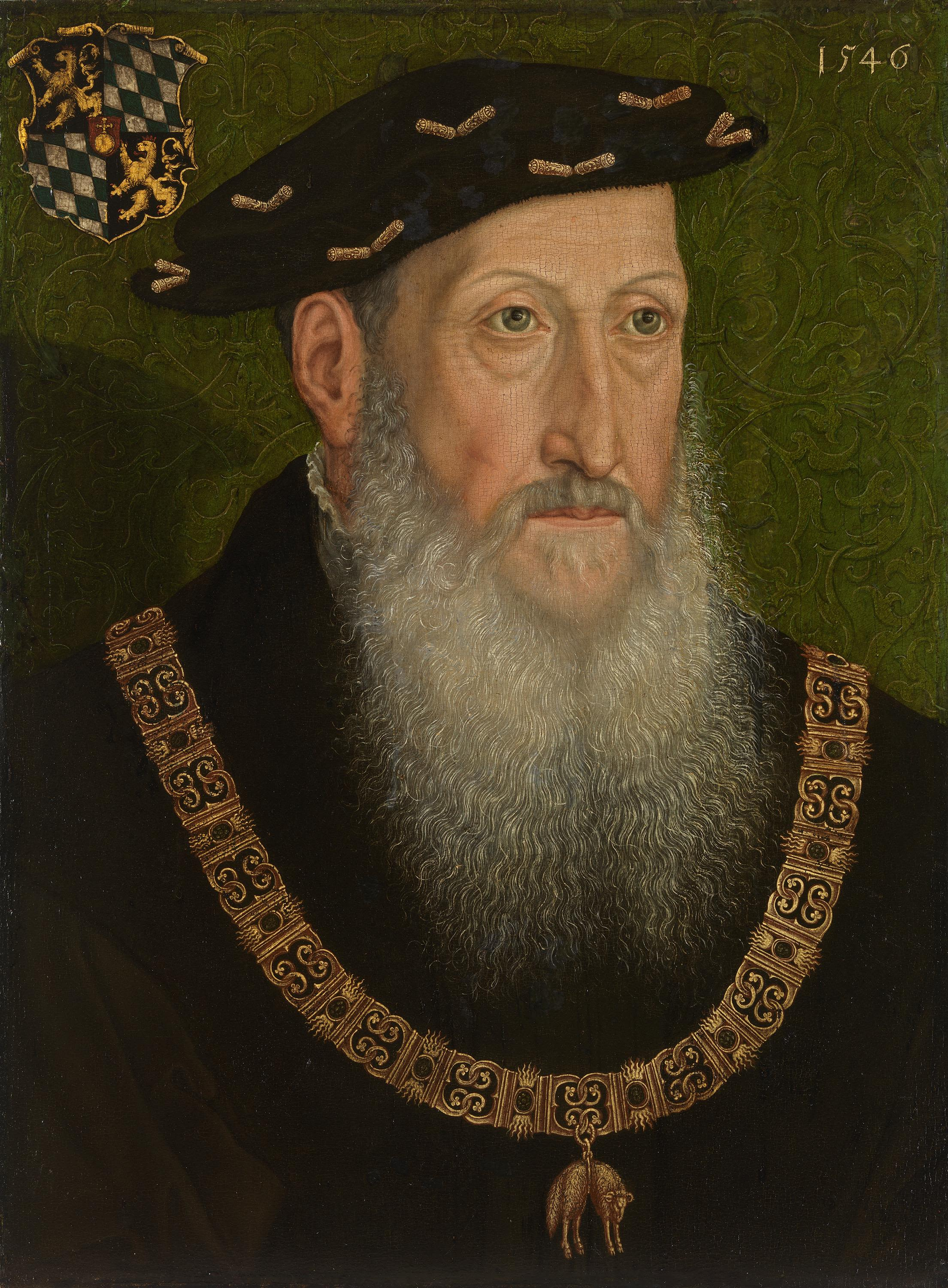
Kurfürst Friedrich II. von der Pfalz; Ölgemälde von Hans Besser

160 Jahre nach der Gründung der Universität wurde ein niedriges Bildungsniveau bei den Studierenden festgestellt, die bis zu diesem Zeitpunkt noch keine Schulbildung genossen hatten. Unter Kurfürst Friedrich II. wurde beschlossen, eine Art „Vor-Universität“ zu installieren.
Es folgten heftige Debatten um die Rechte der Universität, weshalb die neu geschaffene „Vor-Universität“ in ein kurfürstliches Pädagogium umfunktioniert wurde. Es diente zur Vorbereitung auf das Studium der septem artes liberales, das der sogenannten Artistenfakultät zugehörig war, die deshalb auch gewisse Rechte in der Verwaltung des Pädagogiums erhielt.

### Dreißigjähriger Krieg (1618–1622)
Heidelberg blieb als protestantisch-calvinistische Hochburg und Residenzstadt Friedrichs V. nicht vom Dreißigjährigen Krieg verschont. 1622 eroberte der katholische Feldherr Tilly die Stadt, worauf die bis dahin reformierte Bevölkerung gemäß dem damaligen völkerrechtlichen Grundsatz cuius regio, eius religio zum Katholizismus übertreten musste. Auch die bestehenden Institutionen wurden im Sinne der katholischen Lehre umgestaltet. Das eher weltliche Pädagogium wurde 1623 zu einem Jesuitenkolleg umfunktioniert. Ergänzt wurde das gymnasiale Bildungsangebot später wieder vom neugegründeten reformierten Gymnasium, das ab den 1650er Jahren in Erscheinung trat, aber ab dem 18. Jahrhundert als veraltet und rückständig galt.

### Jesuitenkolleg und Lazaristenzeit (1623–1808)

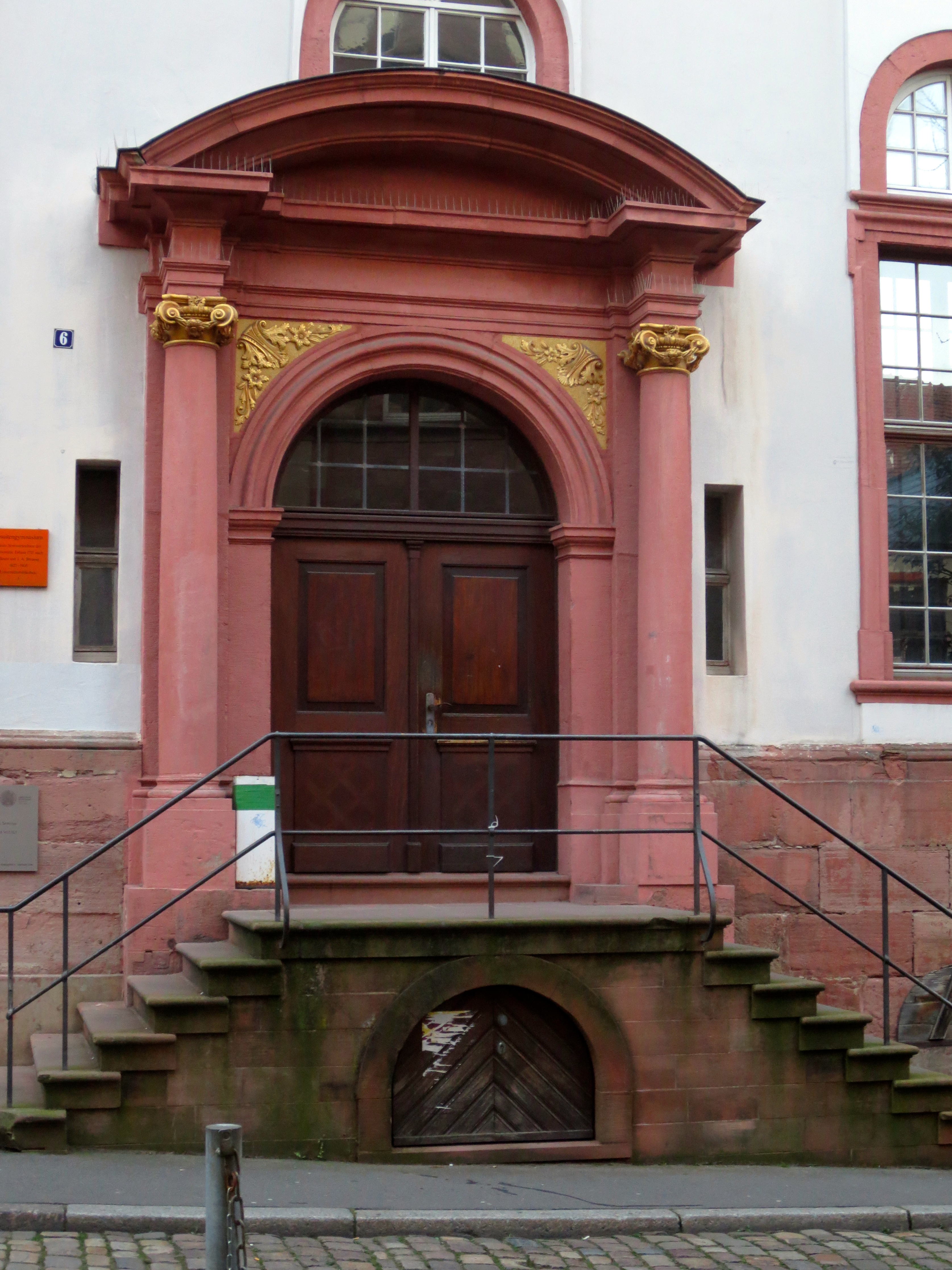
Eingang zum ehemaligen Jesuitengymnasium in der Schulgasse

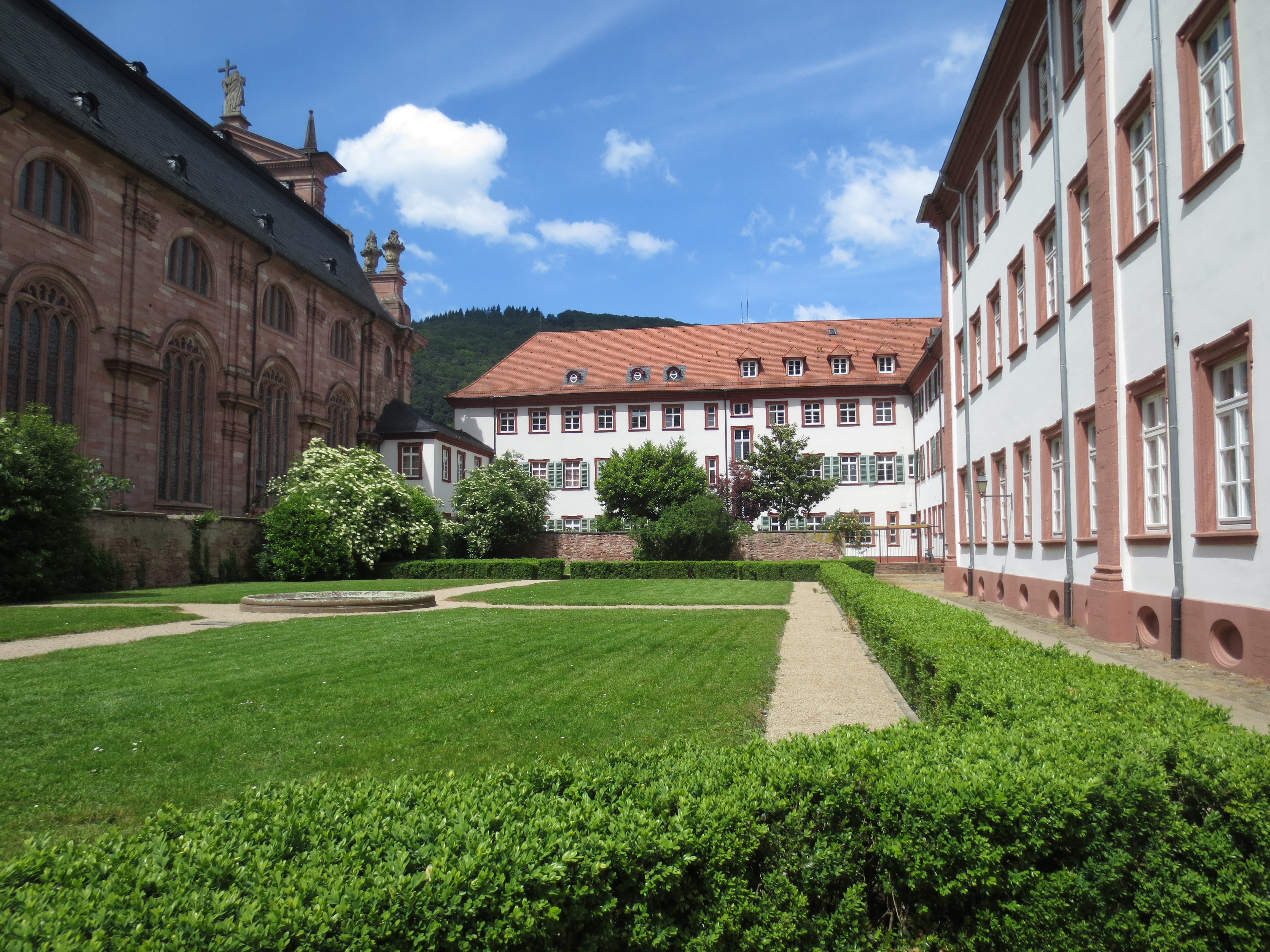
Jesuitenkirche (Heidelberg), Teilansicht mit Gartenanlage und Gebäudekomplex des ehemaligen Jesuitenkollegs

Nach der Umstrukturierung zu einem Jesuitenkolleg veränderte sich das Lehrinstitut in erheblichem Ausmaß. Die Lehrer waren nun Ordensbrüder der Jesuiten und die Doktrin des Ordens beeinflusste maßgeblich den Unterricht. Rasch wuchs die Schülerzahl des Kollegs, sodass schon ein Jahr nach der Gründung zwei neue Magistri eingestellt werden mussten. Im Zuge der Wiedereröffnung der Universität übertrug Kurfürst Maximilian I. 1629 dem Jesuitenorden die philosophische und theologische Fakultät, was den politischen Einfluss weiter ausdehnen konnte.
Während des Pfälzischen Erbfolgekriegs wurde der Lehrbetrieb am Jesuitenkolleg eingestellt, die Jesuiten mussten die Stadt verlassen, da sie im absolutistischen Frankreich unter Ludwig XIV. nicht anerkannt waren. Nach dem Ende des Krieges konnten die Ordensbrüder 1698 zurückkehren und den Lehrbetrieb wieder aufnehmen. Seit 1759 wurden in der Kurpfalz nur noch Absolventen der Schulen in Heidelberg, Mannheim, Neustadt an der Haardt und Kreuznach zum Universitätsstudium zugelassen.
Bis 1773 blieb der Orden Träger des Gymnasiums. Dann wurden die Jesuiten auf Drängen der absolutistischen Herrscher aufgelöst. Dies führte dazu, dass das Lehrpersonal für das Kolleg fehlte. Nur wenige ehemalige Ordensbrüder konnten weiter als Magister arbeiten. Als Ersatz wurden die Lazaristen gefunden. Sie waren den Jesuiten in Lehre und Organisation ähnlich und übernahmen den Lehrbetrieb. Die Lazaristen reformierten das Schulwesen nachhaltig: Der Unterricht wurde beispielsweise nicht mehr lediglich in Latein, sondern auch in Deutsch abgehalten.
Im Zuge des Reichsdeputationshauptschlusses von 1803 wurde nach der territorialen Neuordnung die rechtsrheinische Kurpfalz mit Heidelberg an Baden überschrieben. Badische Reformpläne mit einem säkularisierten Schulsystem führten zu einer Erneuerung des Schulwesens. 1808 wurden die Hohe Katholische Schule und das Reformierte Gymnasium zu einer neuhumanistischen Schule ohne Konfessionsbindung zusammengelegt.

### Großherzogtum Baden (1808–1837)

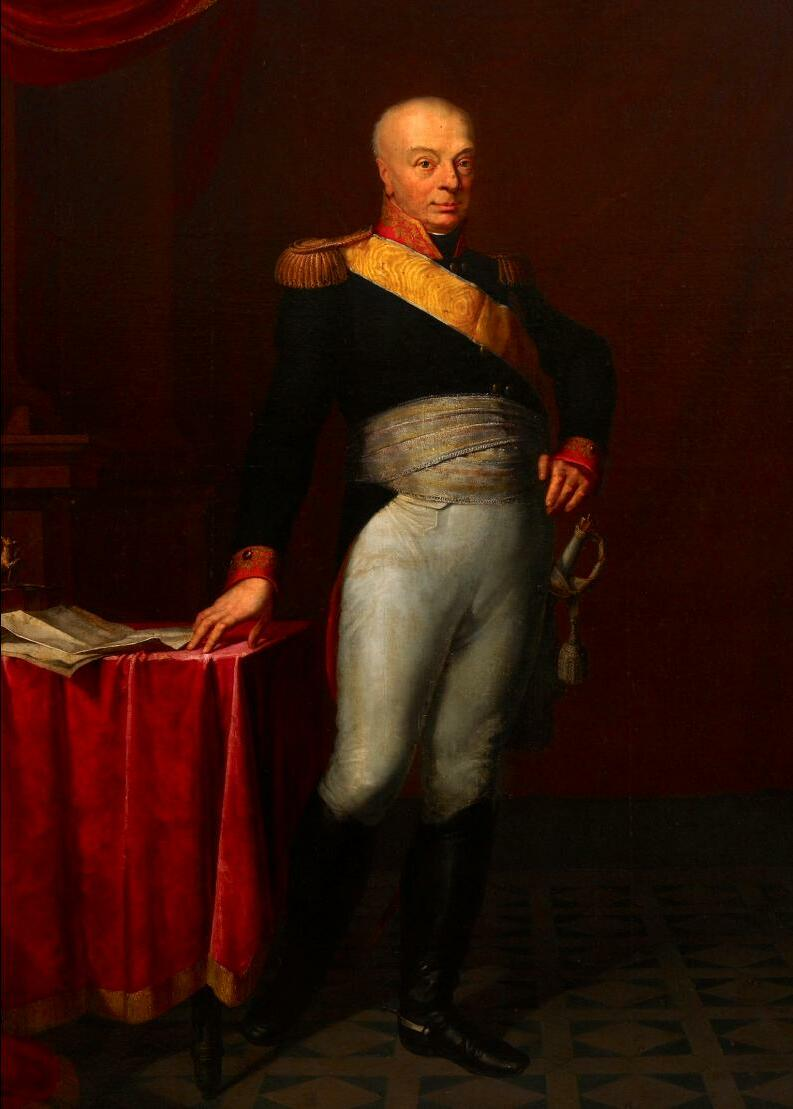
Großherzog Karl Friedrich

Das aus den beiden Schulen neuentstandene Gymnasium in Heidelberg erlebte eine zwiespältige Anfangsphase. Auf der einen Seite verdoppelte sich zwischen 1809 und 1820 die Schüler- und die Lehrerschaft. Zugleich stieß die Schule vor allem anfangs auf erhebliche Widerstände bei Schülern und Eltern, die den Unterricht für zu theoretisch hielten, bei der Kirche, die sich mit einer säkularisierten Schule nicht abfinden konnte, und bei der Universität, die befürchtete, dass die Schule ihr Kompetenzbereiche abnehmen könnte. Das Großherzogtum erwog vor allem in den Anfangsjahren, die Schule ganz zu schließen, da sie zu unrentabel war. Die Schulreformen von 1837 und 1860 vermochten Schüler, Eltern, Kirche und Universität einigermaßen zu beschwichtigen, und aufgrund der stark ansteigenden Schülerzahlen nahm die Regierung von ihren Schließungsabsichten wieder Abstand.

### Lyceum (1837–1913)

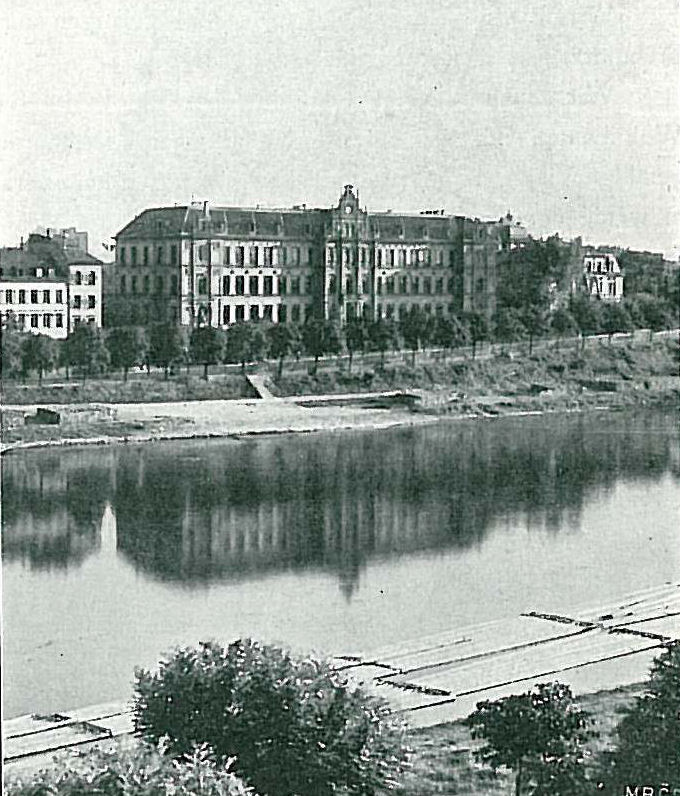
Das neue Hauptgebäude um 1900

Durch die Ernennung zum Lyceum und das damit offiziell verbundene Recht, nach Erwerb der Hochschulreife am Heidelberger Gymnasium direkt und ohne Vorkurse die Universität besuchen zu dürfen, wuchs die Schülerschaft weiter (1837: 140 Schüler). Das Gebäude an der Seminarstraße reichte nicht mehr aus und musste ausgebaut werden.
Mit der Ernennung von Gustav Uhlig zum Direktor begann 1872 eine neue Ära am Heidelberger Gymnasium. Die Schule, die bisher nicht gerade durch besonders guten Unterricht aufgefallen war, erwarb unter seiner Leitung den Ruf, „das schwierigste Gymnasium Deutschlands“ zu sein. Gute Schüler aus der ganzen Region folgten dem elitären Ruf des Gymnasiums. Als 1886 schon 507 Schüler diese Schule besuchten, reichte selbst der Anbau nicht mehr aus. Man kaufte schließlich 1888 das Grundstück am Neckarstaden, an dem das heutige Hauptgebäude der Schule erbaut wurde. 1894 konnte das neue Schulhaus eingeweiht werden. Das erste Mädchen besuchte 1903 die Schule. 1913 waren es schon 33 Schülerinnen.

### 1914 bis 1933
Die Auswirkungen des Ersten Weltkrieges trafen die Schule direkt: Immer mehr Lehrer wurden an die Front geschickt, jedoch konnte dieser Ausfall durch aus dem Ruhestand zurückgekehrte Professoren und Studenten kompensiert werden.
Die Weimarer Republik fand in der Schüler- und Lehrerschaft nur wenig Zustimmung. Die Schule hatte ihre konservative Ausrichtung behalten. Diese Haltung wurde auch durch die Spargesetze im Zuge der Wirtschaftskrise, durch die Lehrer frühzeitig pensioniert wurden, bestärkt.

### Nationalsozialismus (1930–1945)
Bis zur „Machtergreifung“ der Nationalsozialisten ging die Schulleitung mit Disziplinarmaßnahmen gegen Schüler vor, die rechtsradikales Gedankengut vertraten. Dies änderte sich nach 1933. Der damalige Schulleiter Hermann Ostern war jedoch ein entschiedener Verfechter des Humanismus und pries besonders die hellenistisch-römische Kultur. Damit befand er sich häufig auf einer Gegenposition zu den Nationalsozialisten, die die germanische Kultur zur Leitkultur erheben wollten. Auch stand Ostern öffentlich der Rassenkunde kritisch gegenüber und forderte seine Schüler zum freien Denken und zum Vermeiden nationalsozialistischer Phrasen auf. Nach einer Denunziation durch einen Kollegen wurde er am 24. August 1939 unehrenhaft entlassen.
In die Amtszeit von Ostern fiel dennoch die „Säuberung“ der Schule, die seit dem 4. September 1937 den Namen Kurfürst-Friedrich-Gymnasium trug. Die letzte „Volljüdin“ musste das KFG nach der „Reichskristallnacht“ am 10. November 1938 verlassen.
Als Direktor folgte Georg Mildenberger, der zuvor am Ministerium für Kultus und Unterricht in Karlsruhe tätig gewesen war. Er war NSDAP-Mitglied und SS-Sturmbannführer und trug auch an seiner neuen Dienststelle so oft wie möglich Uniform. Dennoch stellte Mildenberger sich gegen die von den Machthabern erwünschte Schließung humanistischer Gymnasien, in denen sie eine Keimzelle von NS-Gegnern sahen. Bis 1942 wurden unter ihm die letzten „Halbjuden“ vom KFG verbannt. Trotz widriger Umstände konnte der Unterricht bis März 1945 aufrechterhalten werden.

### Nach 1945
Ab Dezember 1945 konnte der Schulbetrieb am KFG wieder aufgenommen werden, nun unter der Leitung von Joseph Schneble. In Folge der erheblichen Flüchtlingszuwanderungen während des Zweiten Weltkrieges und insbesondere nach dem Krieg zählte das KFG 1952 neunhundert Schüler.
Die enormen Raumprobleme konnten durch die Übernahme der Villa Czerny und eines weiteren Gebäudes in der Luisenstraße behoben werden.
Schülerdemonstrationen während der Zeit der Studentenproteste 1968 entzündeten sich an der Frage der freien Meinungsäußerung. In Folge dieser Proteste wurden drei Schulsprecher und ein Schüler ausgeschlossen.
Die Zahl der Schüler belief sich in den letzten Jahren relativ konstant auf etwa 750.

### Heute genutzte Gebäude

#### Hauptgebäude
In den Neckarstaden 2, dem 1894 eingeweihten später sogenannten Haupthaus, befinden sich sanierte  Klassenräume, Computerräume, Fachräume, das Sekretariat, das Büro des Schulhausmeisters, das Lehrerzimmer und die Direktion.

#### Sophienhaus

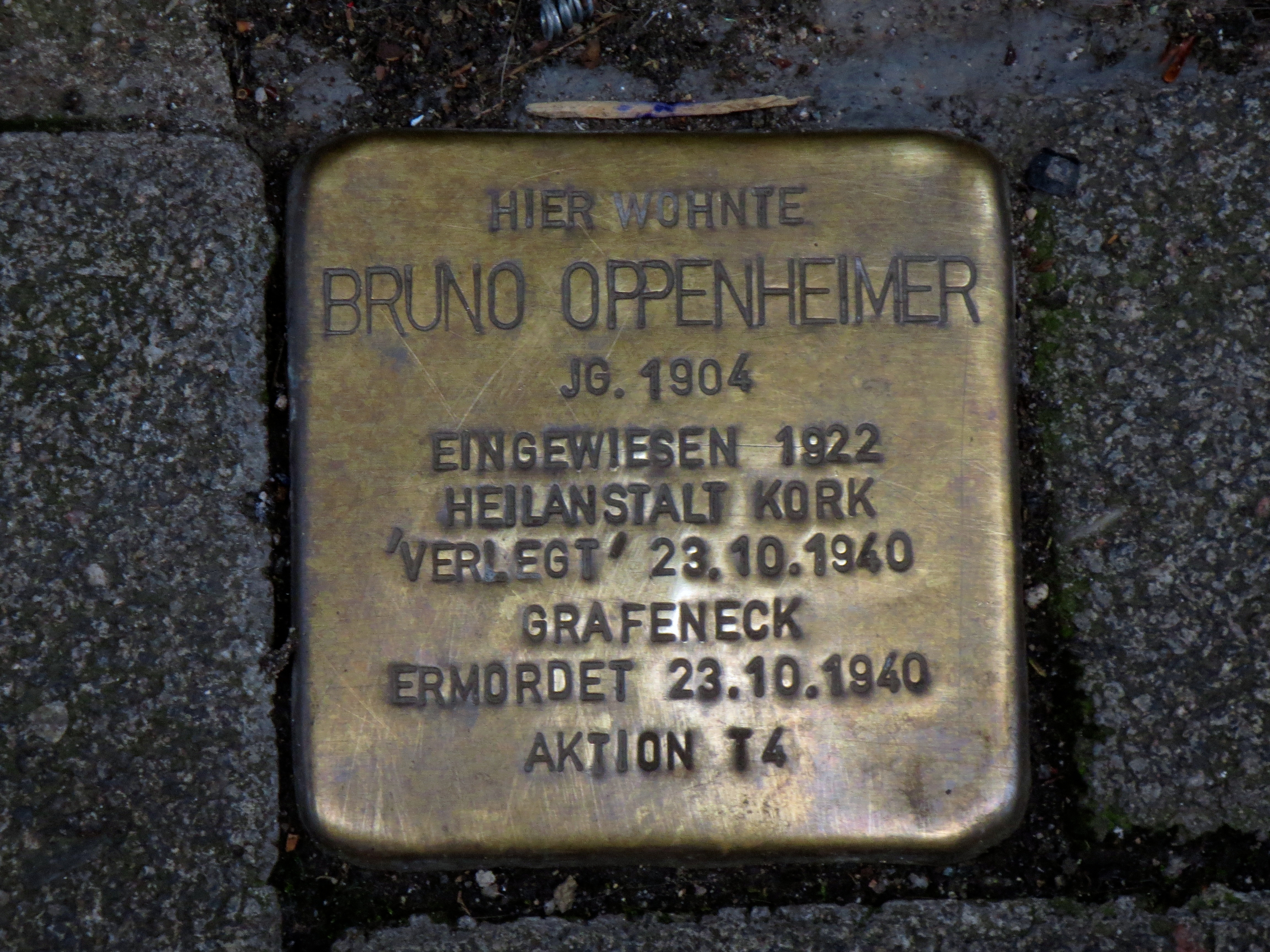
Stolperstein für Bruno Oppenheimer vor seinem Elternhaus in Heidelberg Sofienstraße 1. Er wurde Opfer der Aktion T4

Das großbürgerliche Anwesen Sofienstraße 1 war die ehemalige Villa Czerny des Chirurgen Vincenz Czerny. Die Villa wurde der spätere Wohnsitz der Familie Oppenheimer, deren Sohn Bruno der Aktion T4 zum Opfer fiel. Bruno Oppenheimer wurde vor seiner ehemaligen Wohnstätte, seinem Elternhaus, ein Gedenkstein gewidmet.
Im Sophienhaus werden in Fachräumen Biologie, Chemie, Naturwissenschaft, Technik und Geographie-Wirtschaft-Gemeinschaftskunde unterrichtet.

#### Nebengebäude

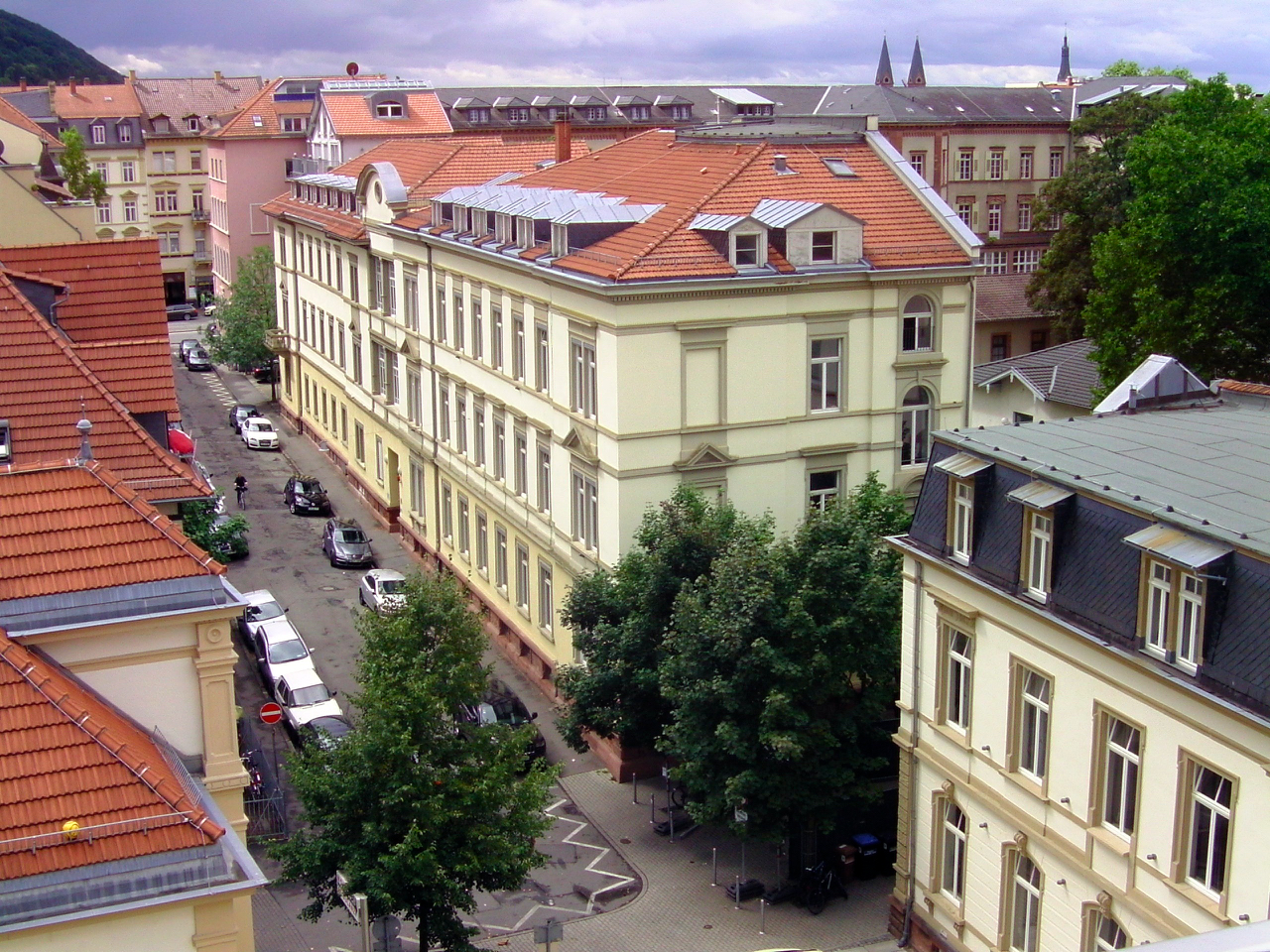
Nebengebäude des KFG; Blick auf Ausläufer des Gaisbergs, über die Weststadt

Das Nebengebäude in der Luisenstraße im Stadtteil Bergheim mit Unterrichtsräumen wurde Ende des 19. Jahrhunderts im Stil des Klassizismus erbaut und saniert.

#### Turnhalle
Die Turnhalle aus dem letzten Drittel des 20. Jh. befindet sich im Innenhof des Hauptgebäudes.

### Baulicher Zustand

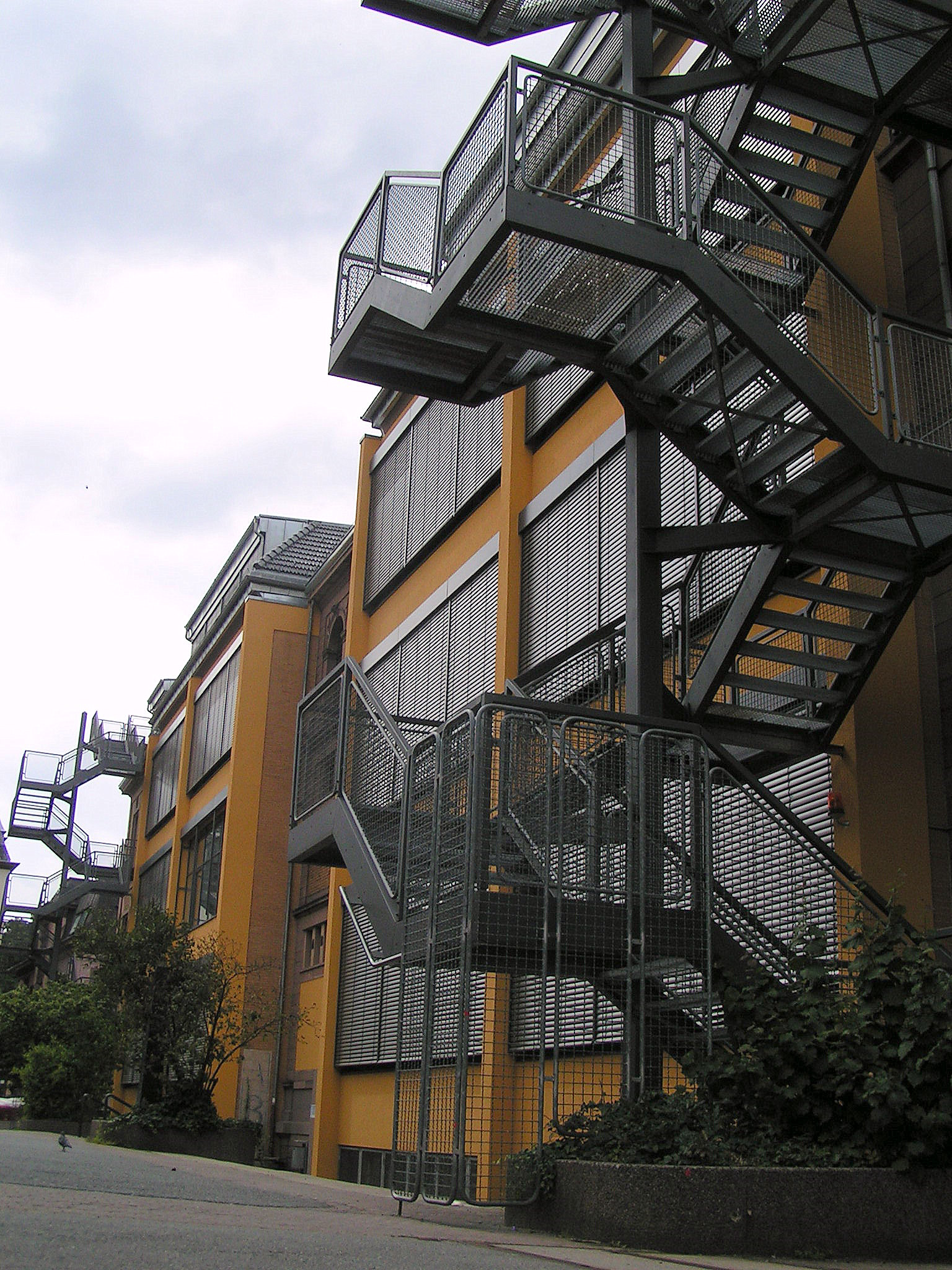
Rückseite des Hauptgebäudes 2011 nach der Sanierung der Südfassade

Bereits 1912 wurde die erste bauliche Maßnahme ergriffen, um den Bau von 1894 zu erweitern. Das Dachgeschoss wurde ausgebaut. In den 1960er Jahren wurde die Südseite renoviert. Seit Ende der 1950er-Jahre sind zwei oder drei Klassenstufen im ehemaligen Nutzgebäude des Altklinikums Bergheim untergebracht; dieses Luisenhaus wurde um 2000 saniert. Außerdem kam das sanierte Sophienhaus Anfang 1970 als naturwissenschaftliches Nutzgebäude hinzu. Bis 2016 wurde das KFG generalsaniert; lediglich die Sanierung einzelner Räume des Haupthauses stand aus. Seit Juni 2023 wird im Zuge der Einsetzung neuer Fenster auch die Fassade renoviert.

## Angebote und Projekte
- Am Gymnasium werden die Schüler ab der fünften Klasse in Latein und Englisch unterrichtet. Ab Klassenstufe 8 können sie zwischen dem altsprachlichen Profil mit Altgriechisch, dem neusprachlichen Profil mit Französisch oder aber dem naturwissenschaftlich-technischen Profil IMP (Informatik, Mathematik, Physik)[5] wählen.
- Seit dem Schuljahr 1985/86 besteht eine Partnerschaft mit dem Lycée La Bruyère in Versailles, mit der die Französischklasse 10 jedes Jahr einen Schüleraustausch durchführt. 1993 wurde das sogenannte Uganda-Projekt ins Leben gerufen, bei dem regelmäßig Spenden der Schüler auf freiwilliger Basis gesammelt und an Patenkinder in Uganda weitergeleitet werden. Mit den Spenden wird diesen dann eine Ausbildung finanziert, die eine Selbstversorgung und finanzielle Unabhängigkeit ermöglichen soll. Zudem besteht eine Schulpartnerschaft mit der Blackwater Community School in Lismore und ein Schüleraustausch mit der chinesischen Stadt Danyang (Zhenjiang) und mit der Memorial High School in Millville (New Jersey), USA.
- Eine weitere Besonderheit des Kurfürst-Friedrich-Gymnasiums ist der Hochbegabtenzug, den es seit dem Schuljahr 2007/08 gibt. Begabte Schülerinnen und Schüler sollen speziell gefördert und nach einem gemeinsamen Strukturmodell unterrichtet werden. Durch eine Steigerung des Lerntempos (Akzeleration) entstehen Freiräume für die Erweiterung oder Vertiefung des Unterrichtsangebots (Enrichment). Das Heidelberger Modell wird inzwischen auch von vielen anderen Schulen verwendet.[6]

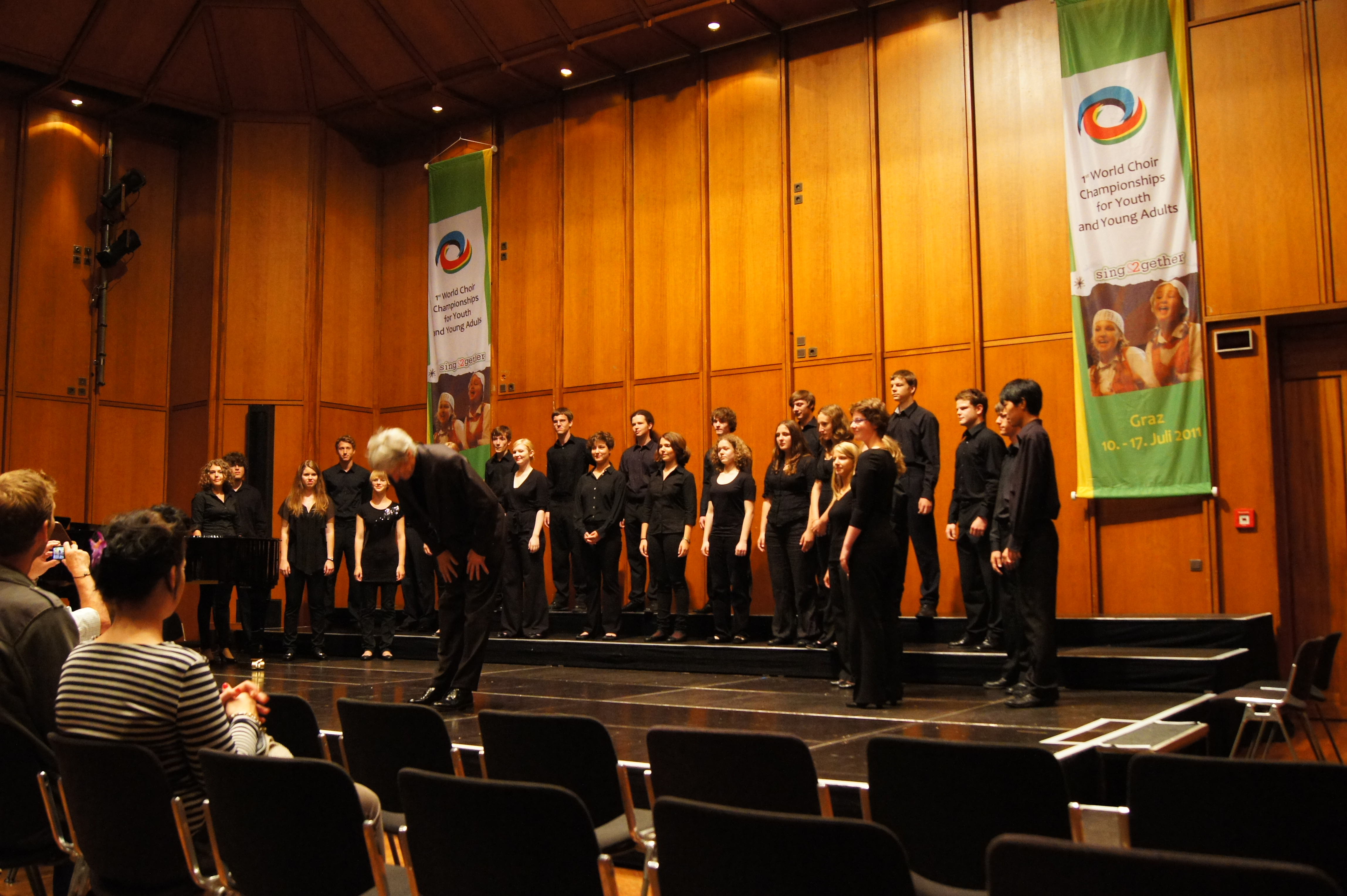
Der Kammerchor des Kurfürst-Friedrich-Gymnasiums, amtierender Weltmeister in der Kategorie Gemischte Jugendchöre, im Jahr 2011

Musikalische Arbeitsgemeinschaften
Musikalische Schüler haben die Möglichkeit, im Orchester und dem Chor, beide nach Klassenstufen gestaffelt, sowie in der Big Band zu musizieren und regelmäßig an Konzerten teilzunehmen, die an zentralen Orten der Heidelberger Altstadt gegeben werden. In den letzten Jahren waren diese Veranstaltungsorte die Peterskirche für das Weihnachtskonzert und die Stadthalle für das Frühjahrskonzert. Zusätzlich unterhält das KFG einen erfolgreichen Kammerchor, der inzwischen viele Musikpreise gewonnen hat, darunter den Deutschen Chorwettbewerb von 1994 und den Internationalen Chorwettbewerb Riva del Garda von 2010, sowie die erste Jugendchorweltmeisterschaft in Graz im Jahr 2011.

### Sprachen
- Ganz im Zeichen der humanistischen und altsprachlichen Bildung steht auch die Hebräisch-AG, die interessierte Schülerinnen und Schüler auf das examen hebraicum in der Oberstufe vorbereiten soll.
- Des Weiteren werden eine Italienisch-AG und eine Spanisch-AG angeboten. Beide Sprachen lassen sich auch im jeweils angebotenen Grundkurs in der Oberstufe weiter verfolgen.

Geschichts-AG
Das KFG sieht sich als traditionsreiche und geschichtsträchtige Schule in der Verantwortung, die Geschichte der Schule, aber auch der Stadt nicht in Vergessenheit geraten zu lassen. Schüler haben im „Historicum“ (Geschichtsraum im Kurfürstenzimmer) die Möglichkeit, den interessanten und vielschichtigen Umgang mit dem Fach Geschichte zu erlernen. Dabei entstanden bereits mehrere Projekte, wie z. B. eine sehr nachgefragte Führung für Grundschulklassen durch die Altstadt Heidelbergs, in der die Geschichte der Stadt kindgerecht und lustig erzählt wird.
Auch bietet die AG jährlich am Tag der offenen Tür ein kurzes Theaterstück an, in dem die Geschichte der Schule durch kreative Schauspieleinlagen nacherzählt wird.
Zudem findet eine Zusammenarbeit mit der Initiative Stolpersteine Heidelberg statt, so war die Geschichts-AG beispielsweise an der Organisation eines Gedenkmarsches zur Erinnerung an die Opfer des Holocausts in Heidelberg beteiligt.
Auch für die Zukunft sind weitere Projekte geplant, die Geschichtsinteresse und -kenntnis mit lebensnahen sowie praktischen Tätigkeitsfeldern verbinden.
Theater
Die Theater-AG inszeniert Stücke aus dem Bereich des Improvisationstheaters oder dem klassischen Repertoire wie Lewis Carrols „Alice im Wunderland“ oder Friedrich Dürrenmatts „Der Besuch der alten Dame“.
Hausaufgabenbetreuung
Schüler der Unter- und Mittelstufe haben jeden Mittwoch die Gelegenheit, Unterstützung bei ihren Hausaufgaben von Schülern der Oberstufe zu erhalten. Dieses Konzept der Hilfe zur Selbsthilfe von Schülern für Schüler findet einen großen Zuspruch in der Schülerschaft des KFG.
Schülerzeitung Strichpunkt
Im September 2015 erschien die erste Ausgabe des „Machtwort“ am KFG, nachdem die vorherige Schülerzeitung „Machtwort“ geschlossen wurde. Sie war eine regelmäßig erscheinende Zeitung von Schülern für Schüler, die das Leben im und um das KFG herum in den Fokus nahm. Mittlerweile wird die Schülerzeitung nicht mehr herausgegeben, da sich die AG aufgelöst hat.
Informatik
In der Informatik-AG lernen Schüler den fortgeschrittenen Umgang mit dem Computer und stellen sich immer neuen Projekten, bei denen sie ihr Wissen anwenden können.
Breakdance
Von 2009 bis 2014 existierte die Breakdance-AG für die Klassen 7 bis 12. Die Formation Fire and Soul errang die Silbermedaille beim Deutschen Tanzfestival.
Rudern
Seit vielen Jahren wird eine Ruder-AG angeboten. Es wird dabei auf die Ausrüstung des HRK zurückgegriffen.
Basketball
Seit dem Schuljahr 2011/12 gibt es eine Basketball-AG. Ziel der AG ist die erfolgreiche Teilnahme an den Stadtschulmeisterschaften.
Des Weiteren werden ein Mathetreff, eine Modelleisenbahnbau-AG, eine Aquaristik und Terraristik-AG, sowie AGs für Fechten, Fußball und seit dem Schuljahr 2022/23 für Ultimate-Frisbee angeboten.

## Persönlichkeiten
Michael Alperowitz, Schulleiter seit 2006, wurde im Juni 2024 offiziell in den Ruhestand verabschiedet. Seit Schuljahresbeginn 2024/25 wird die Schule nun von Grit Cichon geführt.

### Auswahl bekannter Lehrer
- Ulrich Munier (1698–1759), Theologe und Jesuitenpater
- Heinrich Kilber (1710–1783), Theologe und Jesuitenpater
- Nikolaus Zillich (1716–1758), Theologe und Jesuitenpater
- Ignaz Neubauer (1726–1795), Theologe und Jesuitenpater
- Wilhelm Furtwängler (1809–1875), Klassischer Philologe, Lehrer und ein Mitglied der Familie Furtwängler
- Friedrich Kössing (1825–1894), römisch-katholischer Theologe, Geistlicher und Hochschullehrer
- Julius Ruska (1867–1949), Pädagoge, Lehrer für Mathematik und Naturwissenschaften, Orientalist, Wissenschaftshistoriker und Hochschullehrer
- Wolfgang Preisendanz (1920–2007), Germanist und Literaturwissenschaftler
- Günter Dietz (1930–2017), Altphilologe, Dichter und Übersetzer aus dem Neugriechischen

### Auswahl bekannter Schüler
- Christoph Ahlhaus (* 1969), ehemaliger Erster Bürgermeister von Hamburg
- Annetta Alexandridis (* 1968), Archäologin
- Philipp Allmang (1799–1867), evangelischer Geistlicher und Politiker
- Jan Assmann (1938–2024), Ägyptologe und Kulturwissenschaftler
- Wilhelm Jakob Behaghel (1824–1896), Rechtswissenschaftler, Hochschullehrer und Mitglied des Badischen Landtages
- Albrecht Berger (* 1957), Byzantinist
- Michael Buselmeier (* 1938), Schriftsteller, erhielt 1995 den Thaddäus-Troll-Preis und den Martha-Saalfeld-Förderpreis, 2000 den Pfalzpreis für Literatur, 2003 die Richard-Benz-Medaille für Kunst und Wissenschaft und 2010 den Ben-Witter-Preis
- Albrecht Conze (* 1954), Abiturjahrgang 1972, Diplomat, Botschafter in mehreren Staaten Afrikas und Asiens
- Folkert Dücker (* 1980), Schauspieler
- Julia Duchrow (* 1971), Juristin, Generalsekretärin der deutschen Sektion von Amnesty International
- Moritz Eggert (* 1965), Komponist und Pianist
- John Ehret, (* 1971), Abiturjahrgang 1992, Politiker
- Klaus Engelhardt (* 1932), Abiturjahrgang 1952, Theologe, Hochschullehrer, ehemaliger evangelischer Landesbischof und ehemaliger Ratsvorsitzender der Evangelischen Kirche in Deutschland
- Jochen Alexander Freydank (* 1967), Regisseur, erhielt für den Kurzspielfilm Spielzeugland (2007) den Oscar 2009 in der Kategorie „Kurzspielfilm“
- Lisa Charlotte Friederich (* 1983), Schauspielerin
- Gert Haller (1944–2010), Politiker und Manager, 2006–2009 als Staatssekretär und Chef des Bundespräsidialamtes der protokollarisch ranghöchste deutsche Beamte
- Hans-Ulrich Heiß (* 1953), deutscher Informatiker
- Alexander Kapp (* 1955), Abiturjahrgang 1973, Dermatologe, Allergologe und Universitätsprofessor
- Dieter B. Kapp (1941–2021), Abiturjahrgang 1960, Indologe, Sprachwissenschaftler und Universitätsprofessor
- Tino Keller (* 1981), Gründer Promiflash und Spickmich[9]
- Annegret Kuhn (* 1967), Dermatologin und Hochschullehrerin
- Berthold Kuhn (* 1965), Politologe
- Ijoma Alexander Mangold (* 1971), Literaturkritiker und Literaturchef der Wochenzeitung Die Zeit
- Catherine Meusburger (* 1978), Mathematikerin und Hochschullehrerin (landesweit bestes Abitur im Jahr 1996)
- David Moufang (* 1966), Abiturjahrgang 1986, Komponist und Klangkünstler, erhielt den Karl-Sczuka-Preis für Hörspiel als Radiokunst 2008, gemeinsam mit dem Schriftsteller Thomas Meinecke für „Übersetzungen/Translations“.
- Eugen Moufang (1889–1967), Abiturjahrgang 1907, deutscher Rechtsanwalt und Träger des Verdienstordens der Bundesrepublik Deutschland 1. Klasse
- Franz Moufang (1893–1984), Abiturjahrgang 1912, Jurist, Kulturreferent, Friedensrichter, Kunstsammler und Träger des Ordens vom Zähringer Löwen
- Nicola Moufang (1886–1967), Abiturjahrgang 1905, Jurist, Kunsthistoriker und Kunstsammler
- Wilhelm Moufang (1895–1989), Abiturjahrgang 1914, Jurist, Astrologe, Autor, Kunstsammler und Träger des Ordens vom Zähringer Löwen
- Michael Najjar (* 1966), Abiturjahrgang 1986, Fotokünstler, Abenteurer und zukünftiger Astronaut[10]
- Nikolaus Neuser (* 1972), Jazzmusiker
- Alfred Niebergall (1909–1978), Theologe, Geistlicher und Hochschullehrer
- Eugen Oswald (1826–1912), Journalist, Übersetzer, Lehrer, Philologe und Teilnehmer der Deutschen Revolution 1848/1849
- Boris von Poser (* 1967), Theaterregisseur
- Michael Quast (* 1959), Schauspieler, Kabarettist, Regisseur und Produzent
- Ernst Ruska (1906–1988), Elektroingenieur, erhielt gemeinsam mit Gerd Binnig und Heinrich Rohrer für die Erfindung des Elektronenmikroskops den Nobelpreis für Physik im Jahr 1986
- Helmut Ruska (1908–1973), Mediziner und Pionier der Elektronenmikroskopie
- Bernhard Schlink (* 1944), Jurist, Hochschullehrer, Fachbuch- und Romanautor
- Barbara Schmidt-Thieme (* 1968), Mathematikdidaktikerin und Hochschullehrerin
- August Schoetensack (1880–1957), Rechtswissenschaftler und Ordinarius für Strafprozessrecht
- Wolfgang Schönpflug (* 1936), Abiturjahrgang 1955, Psychologe und Professor Emeritus der Freien Universität Berlin
- Christoph Schweigert (* 1966), Abiturjahrgang 1986, Mathematiker, Physiker und Hochschullehrer
- Michael Tellenbach (* 1950), Prähistorischer Archäologe
- Rudolf von Waldenfels (* 1965), Schauspieler und Schriftsteller
- Johannes Weigand (* 1966), Opernregisseur
- Rudolf Wittkopf (1933–1997), Schriftsteller und Übersetzer
- Wilhelm Wundt (1832–1920), Abiturjahrgang 1851, Physiologe, Psychologe und Philosoph, gründete 1879 das erste Institut für experimentelle Psychologie